# Leucothyreus costatus
Leucothyreus costatus är en skalbaggsart som beskrevs av Hermann Burmeister 1844. Leucothyreus costatus ingår i släktet Leucothyreus och familjen Rutelidae. Utöver nominatformen finns också underarten L. c. chaconus.